# Chisocheton pohlianus
Chisocheton pohlianus är en tvåhjärtbladig växtart som beskrevs av Hermann August Theodor Harms. Chisocheton pohlianus ingår i släktet Chisocheton och familjen Meliaceae. Inga underarter finns listade i Catalogue of Life.